# Caledocentrus
Caledocentrus is een kevergeslacht uit de familie van de boktorren (Cerambycidae). De wetenschappelijke naam van het geslacht werd voor het eerst geldig gepubliceerd in 2010 door Cazères & Sudre.

## Soorten
Caledocentrus is monotypisch en omvat slechts de volgende soort:
- Caledocentrus montrouzieri Cazères & Sudre, 2010